# Падающее небо
«Падающее небо» (норв. Himmelfall) — норвежский фильм 2002 года режиссёра Гуннара Викене.

## Сюжет
Действие фильма начинается в «малый сочельник» (норв. bitte lille julaften), 22 декабря, за три дня до Рождества. В центре повествования — психиатрическая клиника норвежского города Соллихёгда (норв. Sollihøgda) и люди, так или иначе с ней связанные. Пациент Рейдар Рууд страдает синдромом навязчивых состояний. Он активно интересуется последними достижениями науки и уверен, что в Землю вот-вот врежется огромный метеорит и погубит всё живое на планете. Поэтому, учёные, по его мнению, должны как можно быстрее запустить специальный спутник для отслеживания угрожающих Земле метеоритов. Он также всё время кидает о стену теннисный мяч, считая, что однажды обстоятельства сложатся так (взаимное положение частиц одного предмета по отношению к частицам другого окажется таким), что мяч не отлетит от стены, а пройдёт сквозь неё. Тогда, по его мнению, наступит момент всеобщей гармонии, когда всё окажется сбалансированным.
Рейдар испытывает симпатию к другой пациентке клиники, Юни, пытаясь её защитить и поддержать во всех тяжёлых ситуациях. Одной из патологий, от которых страдает Юни, является её нетерпимость к любому физическому контакту с другим человеком, вплоть до простого похлопывания по плечу. В качестве реакции она непроизвольно ударяет «обидчика» в лицо.
На Рождество все пациенты клиники едут по домам. Истосковавшаяся по вниманию и любви родителей Юни с нетерпением ждёт их приезда, однако те навещают её лишь затем, чтобы отдать символический подарок и сказать, что уезжают отдыхать на Канарские острова. Юни же с собой они не берут, объясняя это крайне неудачным опытом совместно проведённых праздников в предыдущие годы. Рейдар пытается утешить и поддержать Юни всеми доступными ему средствами, но та лишь регулярно просит его помочь ей в чём-то. По ходу развития сюжета становится ясным, что она просит помочь ей покончить с жизнью, но в этом Рейдар ей отказывает и пытается отговорить от самоубийства.
Параллельно Вигдис, жена директора клиники Йоханнеса, ставшего импотентом из-за постоянных мыслей о работе, заводит роман с молодым парнем-таксистом по имени Томас. Томас собирается поступать в полицейскую академию, но постоянно пускается в финансовые авантюры. Он делает ставки на конных скачках, убеждает хозяйку магазина заправочной станции купить у него и начать продавать фейерверки, а также достаёт поддельный норвежский паспорт для некоего бирманца по имени Вонг, не имеющего вида на жительство в Норвегии. Однако на скачках Томас проигрывает, а хозяйка магазина (Сив), узнавшая, что продавать фейерверки на заправочной станции нелегально, требует у Томаса забрать их и вернуть ей деньги. Поддельный паспорт оказывается сделанным «на коленке», и полиция быстро разоблачает бирманца, который ударяется в бега и при этом также требует от Томаса вернуть ему деньги за некачественный товар. Некоторое время спустя полиция всё-таки ловит Вонга, однако тот прикидывается сумасшедшим, и его определяют в местную психиатрическую лечебницу, где все понимают, что он абсолютно нормален, но прикрывают его из гуманных соображений.
Четвёртая сюжетная линия фильма связана с матерью Рейдара, госпожой Рууд, которую Рейдар навещает почти каждый день, но этого недостаточно. Она страдает провалами в памяти и старческим слабоумием и всё с большим трудом может заботиться о себе, однако категорически отказывается признавать данный факт. Это создаёт немало проблем Вигдис (жене Йоханнеса), которая работает в социальной службе и безуспешно пытается уговорить госпожу Рууд переехать в дом престарелых.
Бирманец Вонг в итоге бежит из психиатрической клиники, но гибнет, когда по несчастному стечению обстоятельств его сбивает такси Томаса. Сам Томас в аварии получает серьёзные травмы позвоночника, хотя и остаётся жив. Йоханнес, вначале не возражавший против измен жены, признаётся, что надеялся справиться со сложившейся ситуацией, но на самом деле всё зашло слишком далеко, и они с Вигдис уже никогда не смогут опять быть вместе. При этом Вигдис утверждает, что, несмотря ни на что, любит мужа, и финал этого конфликта остаётся открытым.
Обуреваемая паранойей госпожа Рууд решает спрятаться от социальных работников в фургоне, где Сив хранит нераспроданные фейерверки. По рассеянности она бросает в один из ящиков непогашенный окурок, из-за чего петарды и ракеты начинают взрываться. Одна из них вылетает через окно и попадает в находящийся через дорогу магазин Сив, отчего тот загорается. Это означает, что Сив спасена от разорения, потому что страховка на случай пожара — то «чудо», которое сможет покрыть все её долги и расходы.
Рейдар и Юни хоронят Вонга на плоту, отправляя его тело в плавание по местному озеру согласно традициям его народа. Они даже собираются разжечь на плоту погребальный костёр, чтобы Вонг мог переродиться, но отказываются от этой идеи. Они идут по городу, и Рейдар бросает теннисный мяч о стены соседних домов. В какой-то момент мячик вдруг проходит сквозь одну из них и исчезает. После этого Рейдар и Юни сидят на качелях и смотрят издалека на взлетающие в ночное небо фейерверки Сив, и Юни, к этому моменту уже отказавшаяся от идеи самоубийства, сама берёт Рейдара за руку.

## В ролях
| Актёр             | Роль         |
| ----------------- | ------------ |
| Мария Бонневи     | Юни          |
| Кристоффер Йонер  | Рейдар       |
| Ким Бодниа        | Йоханнес     |
| Хильдегун Риисе   | Вигдис       |
| Эндре Хеллествейт | Томас        |
| Гитте Йоргенсен   | госпожа Рууд |
| Бьорн Сундквист   | отец Юни     |

## Награды
- Гётеборгский кинофестиваль: приз за лучший сценарий Гуннару Викене (англ. Canal + Nordic Script Award)[4]
- Международный фестиваль в Копенгагене  (англ.): приз «Золотой лебедь» Кристофферу Йонеру в номинации «Лучший актёр» (2003)[5]
- Фестиваль «Дни скандинавского кино в Любеке»  (англ.): приз зрительских симпатий (2003)[6]
- Фестиваль скандинавских фильмов в Руане  (англ.): гран-при жюри фестиваля (2004)[7]